# Revista istorică

Revista istorică, fondată de Nicolae Iorga în anul 1915, este o publicație a Institutului de Istorie „Nicolae Iorga”, București, România.
A fost publicată sub auspiciile Casei Școalelor până în anul 1946. 
Seria nouă din 1990 a „Revistei istorice” urmează direcția impusă de fondator, de a conexa cercetarea istorică românească de vârf cu direcțiile și metodele de investigare promovate de curente și școli istoriografice contemporane internaționale.
„Revista istorică” publică studii de istorie medie, modernă și contemporană, dând prioritate unor teme precum: studiile pontice, relațiile interetnice și interconfesionale, raporturile dintre biserică și societate, dintre alogeni și autohtoni, rolul elitelor, structuri sociale și instituții, impactul comunismului asupra societății, politică și propagandă etc.